# Snowboard na Zimowych Igrzyskach Olimpijskich Młodzieży 2012 – halfpipe dziewcząt
Halfpipe dziewcząt został rozegrany między 14 a 15 stycznia nieopodal Innsbrucka, w ośrodku narciarskim Nordkette Innsbruck. W kwalifikacjach wzięło udział 17 zawodniczek, trzy najlepsze zawodniczki automatycznie dostały się do finału. Natomiast sześć zawodniczek walczyło o pierwsze trzy miejsca w półfinale dające przepustkę do finału. Pierwszą w historii młodzieżową mistrzynią olimpijską została Japonka Hikaru Ohe, srebro olimpijskie powędrowało do Amerykanki Arielle Gold, natomiast brązowy medal wywalczyła Francuska Lucile Lefevre.

## Wyniki

### Kwalifikacje
| Pozycja | Nr | Zawodniczka               | Kraj       | Zjazd 1 | Zjazd 2 | Najlepszy | Uwagi |
| ------- | -- | ------------------------- | ---------- | ------- | ------- | --------- | ----- |
| 1       | 6  | Arielle Gold              | USA        | 88.50   | 27.00   | 88.50     | QF    |
| 2       | 1  | Hikaru Ōe                 | Japonia    | 82.00   | 78.00   | 82.00     | QF    |
| 3       | 2  | Lucile Lefevre            | Francja    | 70.75   | 75.75   | 75.75     | QF    |
| 4       | 8  | Alexandra Fitch           | Australia  | 61.25   | 67.00   | 67.00     | QP    |
| 5       | 16 | Quincy Korte-King         | Kanada     | 57.00   | 59.00   | 59.00     | QP    |
| 6       | 11 | Maria Delfina Maiocco     | Włochy     | 28.50   | 58.25   | 58.25     | QP    |
| 7       | 17 | Audrey McManiman          | Kanada     | 51.50   | 37.00   | 51.50     | QP    |
| 8       | 12 | Indigo Monk               | USA        | 45.00   | 46.75   | 46.75     | QP    |
| 9       | 14 | Diana Augustinova         | Czechy     | 41.00   | 43.25   | 43.25     | QP    |
| 10      | 7  | Celia Petrig              | Szwajcaria | 31.50   | 41.75   | 41.75     |       |
| 11      | 4  | Sara Eguibar              | Hiszpania  | 35.50   | 31.25   | 35.50     |       |
| 12      | 10 | Emma Kanko                | Finlandia  | 16.00   | 26.00   | 26.00     |       |
| 13      | 13 | Hanna Ehtonen             | Finlandia  | 18.75   | 21.75   | 21.75     |       |
| 14      | 15 | Maeva Estevez             | Andora     | 15.00   | 11.75   | 15.00     |       |
| 15      | 3  | Johanna Elisabeth Sternat | Austria    | 10.25   | DNS     | 10.25     |       |
| 16      | 5  | Paulina Berislavic        | Chorwacja  | 8.75    | 5.75    | 8.75      |       |
| 99 !    | 9  | Ekaterina Prusakowa       | Rosja      | DNS     | DNS     | DNS       | DNS   |

### Półfinał
| Pozycja | Nr | Zawodniczka           | Kraj      | Przejazd 1 | Przejazd 2 | Najlepszy | Uwagi |
| ------- | -- | --------------------- | --------- | ---------- | ---------- | --------- | ----- |
| 1       | 8  | Alexandra Fitch       | Australia | 82.00      | 87.50      | 87.50     | QF    |
| 2       | 11 | Maria Delfina Maiocco | Włochy    | 74.25      | 83.75      | 83.75     | QF    |
| 3       | 16 | Quincy Korte-King     | Kanada    | 48.25      | 71.75      | 71.75     | QF    |
| 4       | 17 | Audrey McManiman      | Kanada    | 64.25      | 34.00      | 64.25     |       |
| 5       | 12 | Indigo Monk           | USA       | 59.25      | 54.50      | 59.25     |       |
| 6       | 14 | Diana Augustinova     | Czechy    | 47.75      | 43.75      | 47.75     |       |

### Finał
| Pozycja | Nr | Zawodniczka           | Kraj      | Przejazd 1 | Przejazd 2 | Najlepszy |
| ------- | -- | --------------------- | --------- | ---------- | ---------- | --------- |
|         | 1  | Hikaru Ōe             | Japonia   | 95.75      | 96.25      | 96.25     |
|         | 6  | Arielle Gold          | USA       | 90.00      | 86.50      | 90.00     |
|         | 2  | Lucile Lefevre        | Francja   | 82.25      | 29.75      | 82.25     |
| 4       | 8  | Alexandra Fitch       | Australia | 75.25      | 60.75      | 75.25     |
| 5       | 16 | Quincy Korte-King     | Kanada    | 61.25      | 69.75      | 69.75     |
| 6       | 11 | Maria Delfina Maiocco | Włochy    | 69.00      | 44.25      | 69.00     |